# Pinhal Litoral
Pinhal Litoral és una subregió estadística portuguesa, part de la Regió Centre i del Districte de Leiria. Limita al nord amb el Baixo Mondego, a l'est amb Pinhal Interior Norte i Médio Tejo, al sud amb Lezíria do Tejo i a l'oest amb Oeste i l'oceà Atlàntic. Àrea: 1741 km². Població (2001): 249 596.
Comprèn 5 concelhos:
- Batalha
- Leiria
- Marinha Grande
- Pombal
- Porto de Mós